# Kurt Fuller
Curtis Fuller (San Francisco, 16 september 1953) is een Amerikaans acteur.
Sinds 24 december 1993 is hij getrouwd met Jessica Hendra en samen hebben ze twee dochters, Julia en Charlotte.

## Filmografie
- The Running Man (1987) – Tony
- Under the Boardwalk (1988) – Tortoise
- Red Heat (1988) – rechercheur
- Miracle Mile (1988) – Gerstead
- Elvira: Mistress of the Dark (1988) – Mr. Glotter
- True Believer (1989) – George Ballistics
- No Holds Barred (1989) – Brell
- Ghostbusters II (1989) – Hardemeyer
- The Bonfire of the Vanities (1990) – Pollard Browning
- Eve of Destruction (1991) – Bill Schneider
- Bingo (1991) – Lennie
- Wayne's World (1992) – Russell
- Calendar Girl (1993) – Arturo Gallo
- Reflections on a Crime (1994) – Howard
- Stuart Saves His Family (1995) – Von Arks
- French Exit (1995) – Stubin
- Just Looking (1995) – Chuck
- The Fan (1996) – Bernie
- Moonbase (1997) – Deckert
- Looking for Lola (1997) – Dr. Gregory Hinson
- Home Invasion (televisiefilm, 1997) – Lt. Marty Gruenwald
- Pushing Tin (1999) – Ed Clabes
- Diamonds (1999) – Moses Agensky
- The Practice (televisieserie) – Mr. Lawrence (afl. "Target Practice", 1999)
- Ally McBeal (televisieserie) – verschillende rollen (2 afl., 1999/2002)
- Scary Movie (2000) – sheriff
- Repli-Kate (2002) – President Chumley
- Joshua (2002) – Father Pat Hayes
- The West Wing (televisieserie) – SitRoom Civilian Advisor (2 afl., 2002)
- Felicity (televisieserie) – Paul Korsikoff (afl. "Back to the Future", 2002)
- Auto Focus (2002) – Werner Klemperer
- Anger Management (2003) – Frank Head
- Alias (televisieserie) – Robert Lindsey (6 afl., 2003)
- Ray (2004) – Sam Clark
- Don't Come Knocking (2005) – Mr. Daily
- The Civilization of Maxwell Bright (2005) – Berdette
- Candor City Hospital (kortfilm, 2005) – rol onbekend
- I'm Not Gay (kortfilm, 2005) – DA
- House M.D. (televisieserie) – Mark Adams (afl. "Poison", 2005)
- Charmed (televisieserie) – John Norman (afl. "Carpe Demon", 2005)
- Carnivàle (televisieserie) – Bud Everhard (2 afl., 2005)
- Boston Legal (televisieserie) – Reverend Donald Diddum (3 afl., 2005)
- Desperate Housewives (televisieserie) – Detective Barton (5 afl., 2005-2006)
- Good Cop, Bad Cop (2006) – Kramer
- Fist in the Eye (2006) – Kramer
- The Pursuit of Happyness (2006) – Walter Ribbon
- CSI: Crime Scene Investigation (televisieserie) – Sheriff Ned Bastille (afl. "Ending Happy", 2007)
- Mr. Woodcock (2007) – Councilman Luke
- Supernatural (televisieserie) – Zachariah / Mr. Adler (8 afl., 2009–2010, 2019)
- Psych (televisieserie) – Coroner Woody Strode (33 afl., 2009–2014)
- Van Wilder: Freshman Year (video, 2009) – Dean Charles Reardon
- Better with You (televisieserie, 22 afl., 2010–2011) – Joel Putney
- Midnight in Paris (2011) – John
- The Good Wife (televisieserie) – Judge Peter Dunaway (7 afl., 2011–2016)
- Parenthood (televisieserie) – Dr. Bedsloe (5 afl., 2012–2014)
- Wrong Cops (2013) – Music Producer
- The Frozen Ground (2013) – D.A. Pat Clives
- Scandal (televisieserie) – Grayden Osborne (4 afl., 2013)
- Us & Them (televisieserie) – Michael (7 afl., 2013–2014)
- Manhattan Love Story (televisieserie) – William (11 afl., 2014)
- Accidental Love (2015) – Reverend Norm
- Josie (2018) – Gordie
- Baja (2018) – Hal Johnson
- Office Uprising (2018) – Lentworth
- Law & Order: Special Victims Unit (televisieserie) – Jed Karey (3 afl., 2018)
- The Truth About the Harry Quebert Affair (miniserie, 10 afl., 2018) – Gareth Pratt
- Heathers (televisieserie) – Principal Gowan (6 afl., 2018)